# Bosque del Mediterráneo oriental
El bosque del Mediterráneo oriental es una ecorregión de la ecozona paleártica, definida por WWF, que se extiende por la costa mediterránea de Turquía, Siria, Líbano, Israel y la Franja de Gaza y las llanuras vecinas hasta Jordania y el extremo noroeste de Irak.

## Descripción
Es una ecorregión de bosque mediterráneo que ocupa 143.800 kilómetros cuadrados en la cuenca del Mediterráneo oriental. Se extiende desde Kemer en Turquía, por la costa sur de Anatolia, entre el Tauro y el Mediterráneo, hasta Alejandreta, y desde ahí se divide en dos ramas: por un lado continúa hacia el este por la frontera turco-siria, entre el Antitauro y el desierto de Siria, hasta Irak, y por el otro recorre la costa mediterránea hacia el sur a través de Siria, Líbano, Israel, Palestina y Jordania.

## Flora
Las principales comunidades vegetales de esta ecorregión son el matorral esclerófilo (maquis), el pinar, dominado por el pino carrasco (Pinus halepensis) y el pino de Creta (Pinus brutia), y la estepa y dehesa seca (Quercus).

## Fauna
La diversidad de aves es alta, debido al paso de importantes rutas migratorias.
Alberga también algunas especies en peligro de extinción, como la foca monje del Mediterráneo (Monachus monachus), el águila imperial oriental (Aquila heliaca), el ibis eremita (Geronticus eremita), la tortuga boba (Caretta caretta) y la tortuga nariguda del Éufrates Rafetus euphraticus.

## Estado de conservación
En peligro crítico.